# Clones
Clones (en llatí Clonas, en grec antic Κλονᾶς) fou un poeta elegíac i un dels més antic músics de Grècia. Els arcadis deien que era nadiu de Tegea i els beocis que va néixer a Tebes.
Va viure en una època incerta, però es pensa que era a la segona meitat del segle vii aC i va ser contemporani de Terpandre o una mica més jove. Va destacar en la composició de música per aulos i se li atribueix la introducció de la flauta a Grècia des d'Àsia. Per la vinculació entre la poesia elegíaca i la música d'aulos, es considera un poeta elegíac. Entre les peces de música que va compondre una es titulava Elegos. Se li atribueix la introducció de dos tipus de música per flauta, ἀπόθετος ("Apothetos", secret), i σχοινιών ("Schoinion, corda) i dels Προσὡδίαι ("Prosodiai", prosòdies). Es menciona una cançó coral en la que va utilitzar els tres antics modes de la música, i la primera estrofa era dòrica, la segona frígia i la tercera lídia. En parlen Plutarc, Heràclides Pòntic i Pausànies.